# 疾病負擔

全球在2004年的所有感染性疾病造成的負擔，以失能調整生命年 (DALY) 表達。

全球在2004年的非感染性疾病造成的負擔，以失能調整生命年 (DALY) 表達。

疾病負擔（英語：Disease burden）談的是疾病產生的影響，透過財務成本、死亡率、發病率、或其他指標作衡量。衡量的方式通常是根據量化的質量調整壽命年 (QALY) 或是失能調整生命年 (DALY) 表達。兩個指標都把人類因殘疾而損失的壽命年數（years lost due to disability，YLD）以數字表現，有時也把這種情況稱為因疾病而損失的壽命年數，或是伴隨殘疾/疾病而生活的壽命年數。一個DALY可被理解為是少活一個身體健康的壽命年，而總體疾病負擔可被理解為是用來衡量當前的身體狀況與理想中的健康身體狀況（沒有疾病或是失能，而健健康康活到老年）之間差距的量化方式。
根據2015年6月發表在醫學週刊《刺胳針》上的一篇系統性分析研究結果，腰痛和重性抑鬱疾患是導致所有研究的國家/地區中發生YLD的十大原因之一，比糖尿病、慢性阻塞性肺病、和哮喘的總和還要多。這項研究是根據188個國家/地區的數據，被認為是有史以來把不良健康和失能的品質水準、模式、和趨勢予以量化，規模最大、最詳細的分析，而得出的結論是“全球由於疾病和傷害導致的YLD，在失能調整生命年中的比例，從1990年的21.1%，到2013年則增至31.2%。”環境因素產生的疾病負擔的定義是可歸因於環境因素而造成的DALY數量。同樣的，工作相關造成的疾病負擔的定義是可歸因於因為職業安全健康因素而導致的死亡人數和DALY數量。這些衡量可將不同疾病負擔之間的影響作比較，也可用來預測健康干預措施可能發揮的影響。到2014年，“低收入和中等收入地區的人均DALY已經增加40%”。
世界衛生組織(WHO)提供一套詳細的指南以用於衡量地方或國家層面的疾病負擔。在2004 年，造成男性和女性最高數量YLD的健康問題是重性抑鬱疾患；而在2010年則是腰痛。根據2014年11月發表在《刺胳針》上的文章，60歲及以上群組的疾病佔“全球總疾病負擔的23%”，其中主要的疾病是“心血管疾病（30.3%）、惡性贅生物（15.1%）、慢性呼吸系統疾病（9.5%）、肌肉骨骼疾患（7.5%）、神經疾患、和精神疾患（6.6%）。”:549

## 統計數字
WHO在2004年計算出因疾病和傷害而造成的失能調整生命年為15億年 
| 疾病種類                                                                 | 佔預估損失生命年（YPLLs）百分比，全球 | 佔失能調整生命年百分比，全球 | 佔預估損失生命年百分比，歐洲 | 佔失能調整生命年百分比，歐洲 | 佔預估損失生命年百分比，美國和加拿大 | 佔失能調整生命年百分比，美國和加拿大 |
| ------------------------------------------------------------------------ | ------------------------------------- | ---------------------------- | ---------------------------- | ---------------------------- | ------------------------------------ | ------------------------------------ |
| 感染性疾病和寄生蟲病，尤其是 下呼吸道感染、腹瀉、 愛滋病、肺結核、和瘧疾 | 37%                                   | 26%                          | 9%                           | 6%                           | 5%                                   | 3%                                   |
| 神經心理疾患，例如抑鬱症                                                 | 2%                                    | 13%                          | 3%                           | 19%                          | 5%                                   | 28%                                  |
| 創傷，尤其是交通事故                                                     | 14%                                   | 12%                          | 18%                          | 13%                          | 18%                                  | 10%                                  |
| 心血管疾病，尤其是心臟病和中風                                           | 14%                                   | 10%                          | 35%                          | 23%                          | 26%                                  | 14%                                  |
| 早產及其他嬰兒死亡原因                                                   | 11%                                   | 8%                           | 4%                           | 2%                           | 3%                                   | 2%                                   |
| 癌症                                                                     | 8%                                    | 5%                           | 19%                          | 11%                          | 25%                                  | 13%                                  |

## 歷史
針對全球疾病負擔的研究由WHO首度在1990年進行，把世界上八個地區包含100多種疾病和傷害對於健康的影響，按照年齡、性別、和地區做出發病率和死亡率的估計。並引入DALY作為疾病、傷害、和危險因子造成的負擔量化用作新的指標。在2000年到2002年期間，稱為比較風險因素評估（comparative risk factor assessment）的框架被加入1990年的研究方法中，用來做更廣泛的分析。

## 可修正風險因素
WHO在2006年發布報告，提出可透過降低環境風險因素來對預防全球疾病數量。報告中提出全球約四分之一的疾病負擔，和超過三分之一的兒童疾病負擔是由原可修正的環境因素所造成。在開發中國家，由“環境因素介導”的疾病負擔要高得很多，但在已開發國家中，對某些非感染性疾病（如心血管疾病和癌症）的人均疾病負擔更大。全球每年有超過400萬人因環境因素而死亡，其中兒童的死亡人數最高，而絕大部分發生在發展中國家之中。在發展中國家中，可歸咎於環境因素的嬰兒死亡率也高出12倍。在WHO列出的102種重大疾病和傷害中，有85種是由環境因素所引起。
在衡量環境對健康的影響方面，所謂環境，它的定義為“個人外部的所有物理、化學、和生物因素，所有相關行為也包括在內”。而可修正的環境因素，其定義包括：
- 化學物質或生物物質所造成的空氣、土壤、和水的污染
- 紫外線和游離輻射
- 噪音污染和電磁場
- 建成環境
- 農業方法和灌溉計劃
- 人為環境影響（英语：Human impact on the environment）和環境退化
- 職業危害，包括超時工作[8]
- 個人行為，例如洗手，或是由於不安全飲水，或不潔的雙手而導致食物污染（英语：food contamination） [16][17]

這項定義把某些環境因素排除在外：
- 室內使用固體燃料產生的煙霧
- 鉛
- 汞 [18]
- 自然氣候變化（相對於人為氣候變化）
- 工作場所的懸浮微粒或致癌物質
- 室外空氣污染
- 衛生設施和衛生問題
- 二手菸
- 太陽紫外線輻射

## 估計
WHO開發一種運用匯總衡量把人口健康狀況量化的方式，並把死亡率和非致命健康結果的信息結合。這些衡量把健康差距或健康預期量化；而其中最常用的健康總結指標就是DALY。
透過污染物的水準來測量暴露程度，再來計算環境因素產生的疾病負擔。這種方法需要了解與健康結果相關的風險因素、受影響人群的暴露程度和分佈、以及污染物的劑量反應關係。
劑量反應關係是評估受影響人群的暴露參數。暴露分佈和劑量反應關係相結合，得出受影響人群的健康影響分佈，通常以發病率表示。然後可將健康影響分佈轉換為健康匯總衡量，例如DALY。針對特定風險因素的暴露-反應關係通常可從流行病學研究中獲得。例如，智利聖地亞哥的室外空氣污染疾病負擔是透過測量大氣懸浮微粒 (PM10，直徑小於或等於10微米的懸浮微粒) 的濃度、估計易感人群的數目，再將這些數據與相關的劑量反應關係相結合而計算出。把空氣中的懸浮微粒水準降低到推薦標準，在470萬的總人口中，每年可減少約5,200人死亡、減少4,700人因呼吸系統疾病而住院、和13,500,000天的活動受限天數。
WHO在2002年通過使用風險評估數據，為85類疾病估算由可歸因於環境的分數 (environmentally attributable fractions，EAFs)）而導致的死亡率和發病率，而估計出全球環境因素產生的疾病負擔。WHO在2007年發布第一個針對環境因素對當時192個會員國健康影響的逐國分析。這些估計是協助各國政府採取預防行動的第一步。這些估計分為三個部分：
選定風險因素所造成的環境疾病負擔
表示每年的負擔程度，以死亡人數和DALY呈現，歸因於： 使用固體燃料使用造成的室內空氣污染、室外空氣污染、不安全的飲用水、衛生設施和個人衛生。數字是用暴露程度計算而出。
相關國家整體環境疾病負擔
死亡總人數、人均DALY、和把可歸咎的環境因素改善後，可避免的全國疾病負擔的百分比。
導致環境疾病負擔的疾病分類
逐國的摘要按照疾病組別細分，在每個組別中把可歸咎於環境因素的人均DALY也計算出來。

## 實施與解讀
空氣污染（PM10和臭氧的年度平均數）、噪音污染、和輻射（氡和紫外線）對公共健康的影響可用DALY作量化。針對每種疾病，DALY的計算如下：
DALY = 患病人數 × 疾病持續時間（或死亡時的預期壽命損失） × 嚴重程度（範圍定於0與1之間，其中0代表完全健康，1代表死亡）
必要的數據包括患病率數據、暴露-反應關係、以及顯示某種疾病嚴重程度的加權因子。如果缺乏信息或是含糊不清時，會諮詢專家以確定使用哪些替代數據。同時也會做不確定性分析針對不同假設產生的影響做分析。

### 不確定性
在估計環境產生的疾病負擔時，有幾個可能會產生錯誤的來源：在暴露和暴露-風險關係的衡量、應用到相關國家時所做的假設、健康統計資料以及專家的意見（如果使用到的話）。
通常的情況是正式的信賴區間難以估計而得，但可根據不同的輸入參數和假設而估計出一個區間的可能值。當必須對評估中的某個元素做幾個不同定義時，可運用不同的定義來運算出多個分析。可使用敏感度分析和決策分析以幫助確定哪些不確定性對最終結果會產生最大的影響。

## 代表性例子

### 荷蘭
在荷蘭，空氣污染與呼吸系統和心血管疾病有關聯，而接觸某些形式的輻射會導致癌症發生。荷蘭透過在1980年至2020年期間與空氣污染、噪音、氡、紫外線和室內濕度相對應的DALY，而把這些環境因素對健康的影響量化。2000年荷蘭總疾病負擔中的2-5%可能是歸因於（短期）暴露於空氣污染、噪音、氡、自然紫外線輻射和室內濕度的影響。在沒閾值的情況下，由於不確定性，影響的百分比可增加到13%。
在所有受到調查的因素中，長期暴露於PM10對於公眾健康的影響最大。隨著PM10水準降低，相關疾病負擔也有望降低。噪聲暴露及其相關的疾病負擔可能會增加，到與交通事故導致的疾病負擔相似的水準。這種粗略估計對於環境疾病負擔，因為數據不確定，並非所有環境與健康間的關係都是已知，並非所有環境因素都已包括在內，並且無法評估所有潛在的健康影響，所以無法展現完全的情況。研究工作也採用不確定性分析，把許多這類假設所能產生的影響做過評估。

### 加拿大
暴露於環境危害因素可能會導致慢性病，但這些因素對加拿大總疾病負擔的影響程度尚不清楚。加拿大採用WHO開發的EAF、和其他研究人員開發的EAF、以及加拿大公共衛生機構的數據，對於環境因素在四大類疾病產生的負擔進行初步估計。結果顯示：共有10,000-25,000人死亡，78,000-194,000人入院治療；住院天數為600,000-150萬天；氣喘患者的受限制活動日數為110-180萬天；8,000-24,000例新癌症病例；500–2,500名低出生體重嬰兒；每年因呼吸系統疾病、心血管疾病、癌症和與不利環境暴露相關的先天性障礙，造成的成本為36-91億加元。

## 批評
對於何種算是最佳的公眾健康衡量，目前並無共識。這並不奇怪，因為多種衡量方法被用來達到不同的功能（例如，人口健康評估、干預措施有效性評估、衛生政策制定、和未來資源需求的預測）。而選擇衡量方法也取決於個人和社會價值觀。僅著重在過早死亡的衡量方法可能會忽略因疾病或失能而產生的生活負擔，而將兩種方法結合成單一方法（例如DALY）需要對這些不同的方法間的相互重要性做判斷。其他指標，例如經濟成本，就無法把痛苦和苦難或其他更廣泛的負擔呈現。
DALY是把複雜現實做簡化的方法，因此在表達環境對於健康的影響只能粗略地表示。單純依賴DALY會使援助捐贈者對醫療保健計劃採取狹隘的方法。外國援助最常會用在能產生最高DALY結果的疾病，而把重要的事實忽略，即其他疾病雖然造成的DALY會較低，但仍然是造成疾病負擔的主要因素。因此鮮為人知的疾病幾乎或是根本無法獲得經費，以用在衛生工作。例如，孕產婦死亡（這是大多數貧窮國家的三大殺手之一）和小兒科呼吸道和腸道感染，在疾病負擔中佔有很高的比率，但在安全妊娠和預防嬰兒咳嗽的方面並未得到足夠的經費。

## 資料來源
- Lucas, Robyn.  (PDF).  17. World Health Organization.
- . Health statistics and health information systems. World Health Organization.   [2022-01-23]. （原始内容存档于2013-10-14）.
- . Health statistics and health information systems. World Health Organization.   [2022-01-23]. （原始内容存档于2008-11-14）.
- . National and regional story. European Environment Agency (EEA).   [2022-01-23]. （原始内容存档于2011-07-20）.
- Öberg, Mattias; Jaakkola, Maritta S.; Woodward, Alistair; Peruga, Armando; Prüss-Ustün, Annette.  (PDF). World Health Organization. 26 November 2010  [2022-01-23]. （原始内容 (PDF)存档于2022-01-20）.
- Prüss, Annette; Havelaar, Arie. Fewtrell, Lorna; Bartram, Jamie , 编.  (PDF). Water Quality: Guidelines, Standards and Health. London: IWA Publishing. 2001  [2022-01-23]. （原始内容 (PDF)存档于2022-01-20）.
- (PDF). World Health Organization.   [2022-01-23]. （原始内容 (PDF)存档于2022-03-05）.